# Praga (azienda)

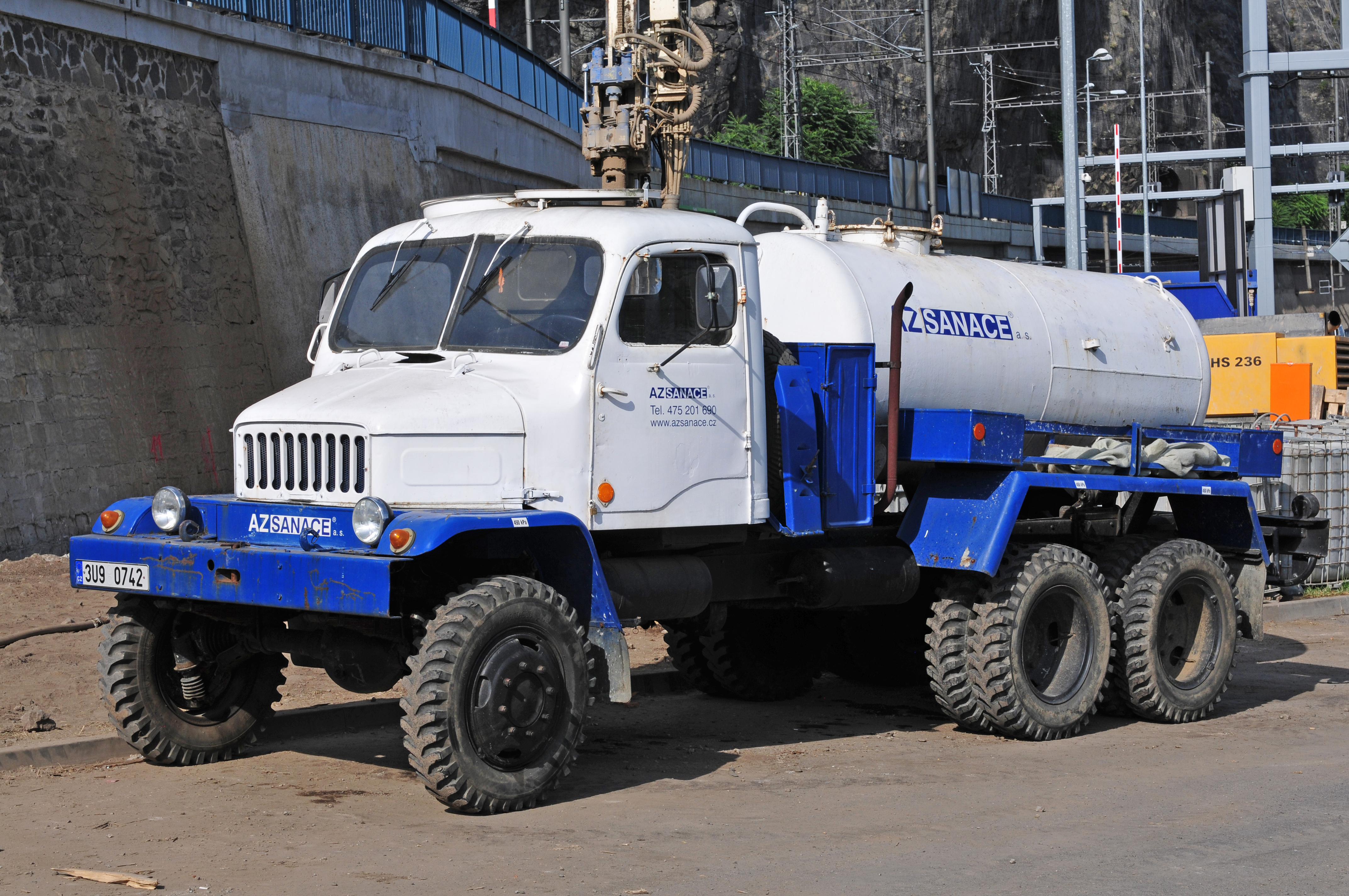
Praga V3S

Praga Hostivař a.s. è stata una azienda produttrice di componenti meccaniche con sede a Český Brod, Repubblica Ceca; chiusa nel 2006 sopravvive il marchio in uso ad altre aziende.

## Storia
Nata nel 1907 come fusione di due officine meccaniche, ha adottato il marchio "Praga" nel 1909. Inizialmente produsse anche modelli su licenza Isotta-Fraschini.
A partire dalla fine degli anni venti produsse alcune motociclette.
Prima della seconda guerra mondiale ha prodotto vari carri armati di concezione moderna, utilizzati prima dall'esercito cecoslovacco e poi da quello della Germania nazista.
Dopo l'avvento del comunismo, nel 1948, fu statalizzata e produsse camion militari e off-road, anche in collaborazione con la Tatra.
Tra i camion più celebri e di successo c'è il modello V3S, realizzato in innumerevoli versioni (vigili del fuoco, antiaerea, trasporto, autogrù, mezzo di soccorso, ecc.).
Dopo la privatizzazione è entrata in crisi. 
A cavallo tra gli anni novanta e 2000 ha prodotto motociclette da enduro e motard, partecipando anche a competizioni internazionali con successo (relativamente alla grandezza dell'azienda); nel 2000 arrivò settima al campionato del mondo, guidata da Martin Lind.
Cessata nel 2003 la produzione di motociclette, il know-how fu ceduto alla ditta VM MOTOR, che continua in Repubblica Ceca la produzione di tali motocicli.
Nel 2006 la International Truck Alliance ha comprato la licenza del marchio e ha iniziato a produrre camion in Polonia.
Nel 2010 il marchio ritorna sotto il nome di Praga Racing grazie all'aiuto del piccolo costruttore slovacco K-1 Engineering assieme al team Race 4 Slovakia portando la versione da corsa della K-1 Attack per il FIA GT1 World Championship nominata R4S prodotta sotto il marchio Praga, due anni dopo arriva la Praga R1 una nuova auto da corsa ispirata alle vetture di le mans montando un motore Renault F4R 832 da 210 cavalli o 310 per la versione turbo. Nel 2016 era previsto l'arrivo della versione stradale denominata R1R in una produzione limitata di 68 esemplari.

## Modelli

### Autocarri
- Praga V (dal 1914)
- Praga N (dal 1917)
- Praga A150
- Praga RN
- Praga RND
- Praga RV (1935-1939) - 6x4
- Praga ND
- Praga V3S (1952-1989)

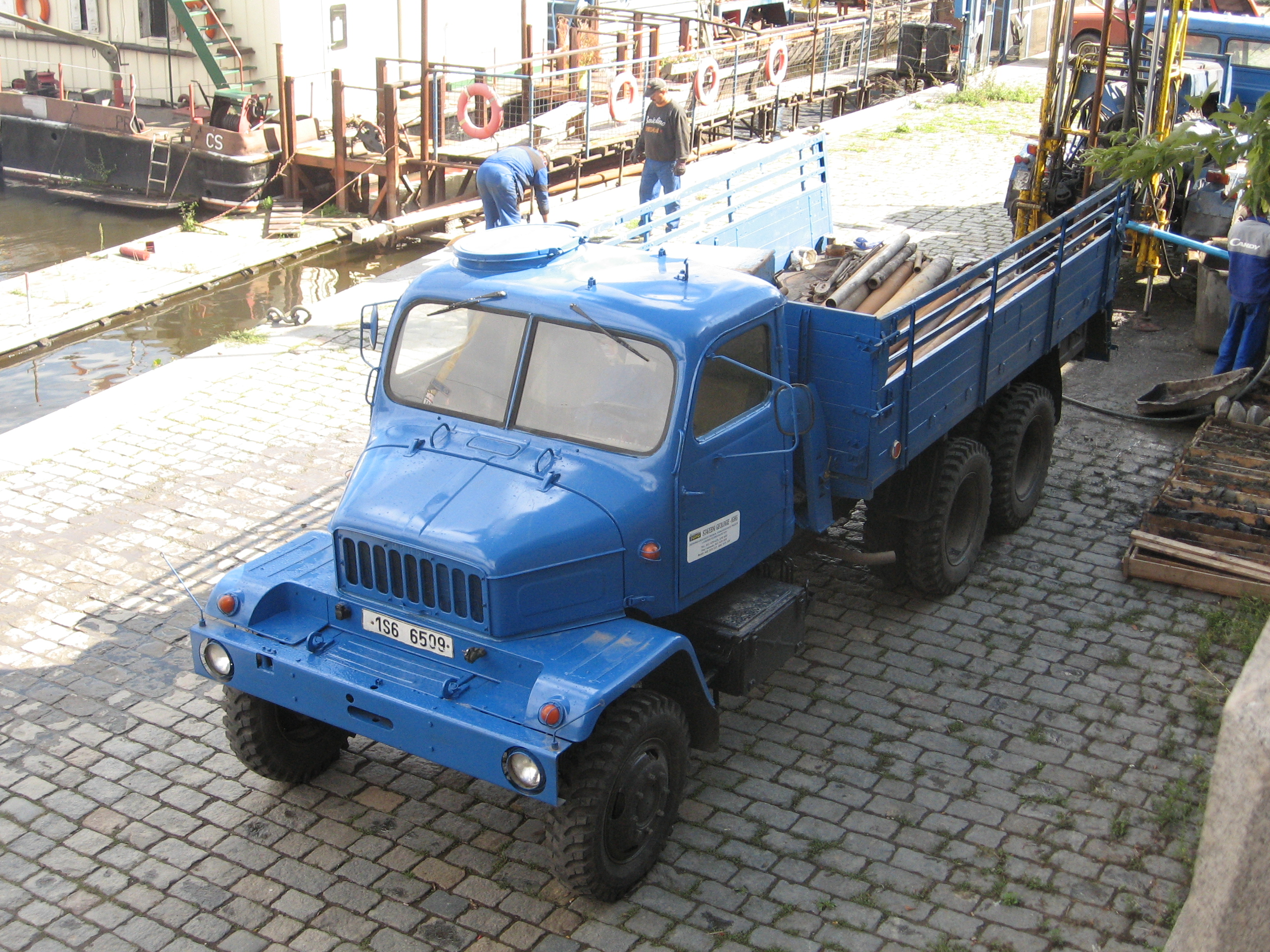
Praga V3S

- Praga S5T (fino agli anni settanta)
- Praga UV80 (dal 1992)
- Praga UV100 (prototipo 1985)
- Praga UV120 (prototipo 1985)
- Praga Grand 2001
- Praga Golden 2001

### Bus

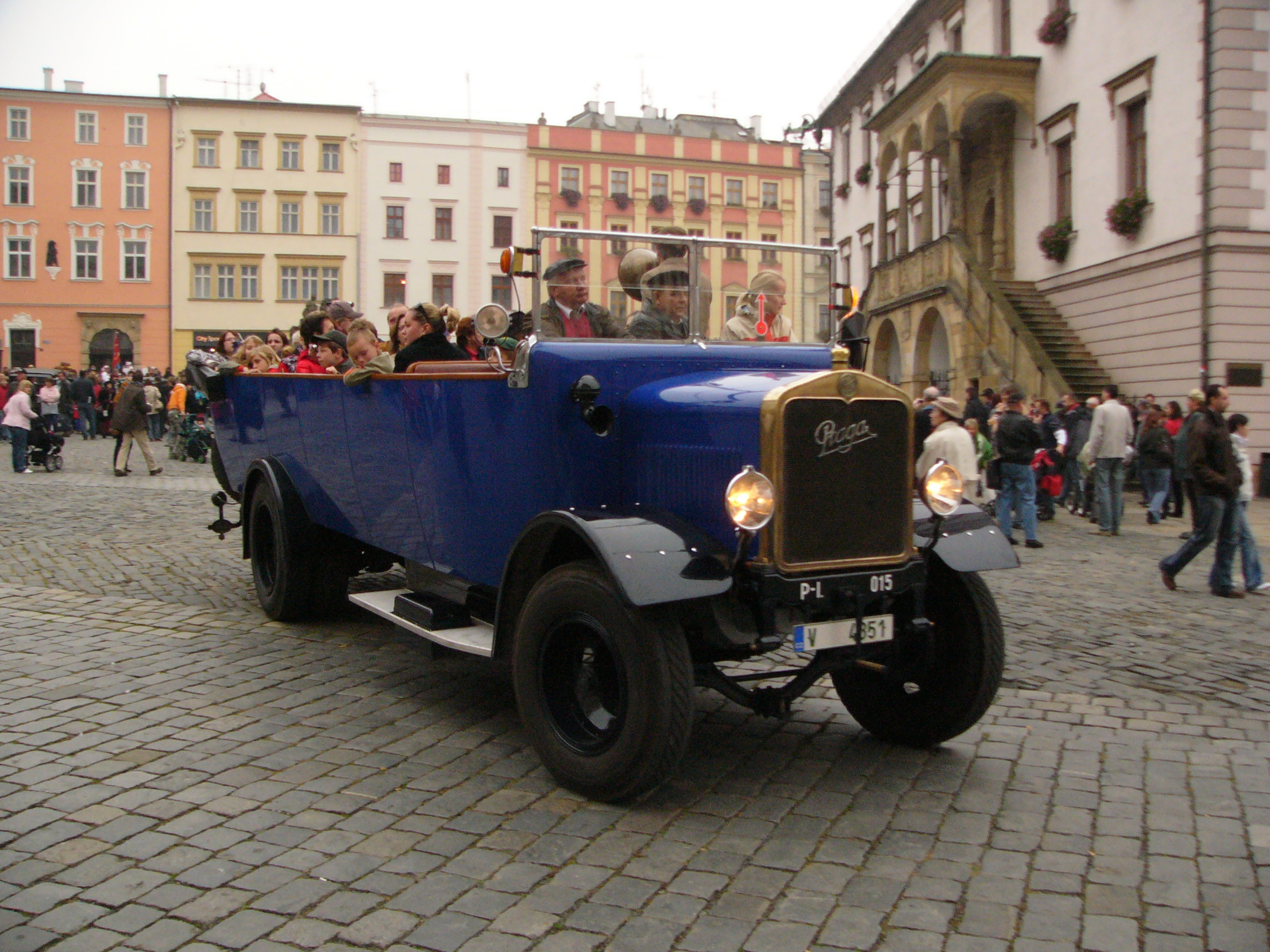
Autobus Praga con 30 posti

- Praga NDO
- Praga RN e Praga RND
- Praga A150

### Trolley
- Praga TOT
- Praga TNT
- Praga TB 2

### Panzer

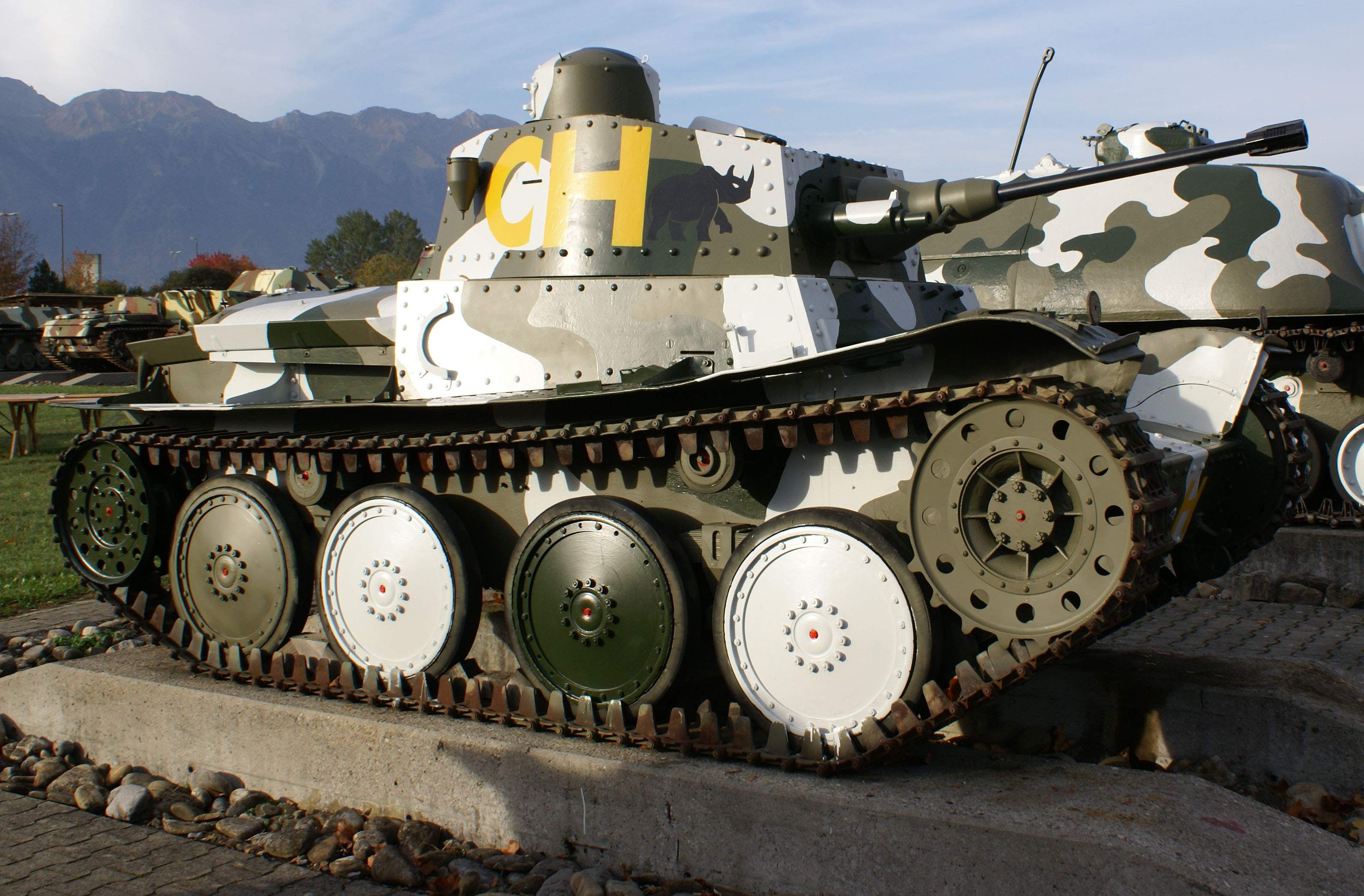
Tank LTH – Panzerwagen 39

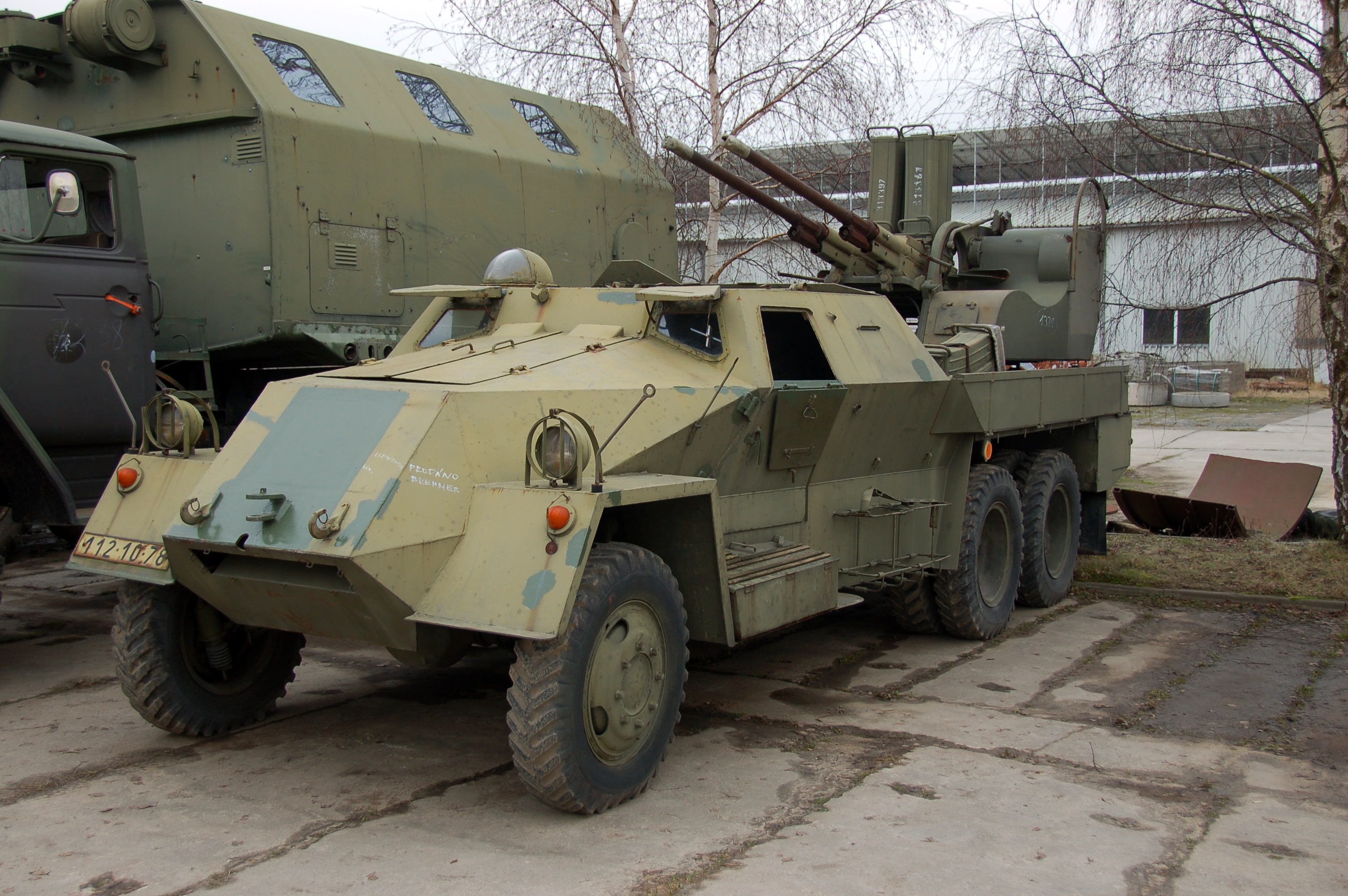
M53/59-Flak dal Praga V3S

- Panzer 38(t)
- Panzerwagen 39
- M63/59-Flak dal Praga V3S

### Velivoli
- Praga E-39 (BH-39)
- Praga E-41 (E-241)
- Praga E-51
- Praga E-114
- Praga 210 (211)
- Praga Alfa
- Praga Airtaxi

### Motori aeronautici
- Praga " Doris" M208
- Praga DH

### Trattori per artiglieria
- Praga T-3
- Praga T-4
- Praga T-5
- Praga T-6
- Praga T-7
- Praga T-8
- Praga T-9

### Automobili
- Praga Alfa
- Praga Baby
- Praga Golden
- Praga Grand 8
- Praga Lady
- Praga Mignon
- Praga Piccolo
- Praga Super Piccolo

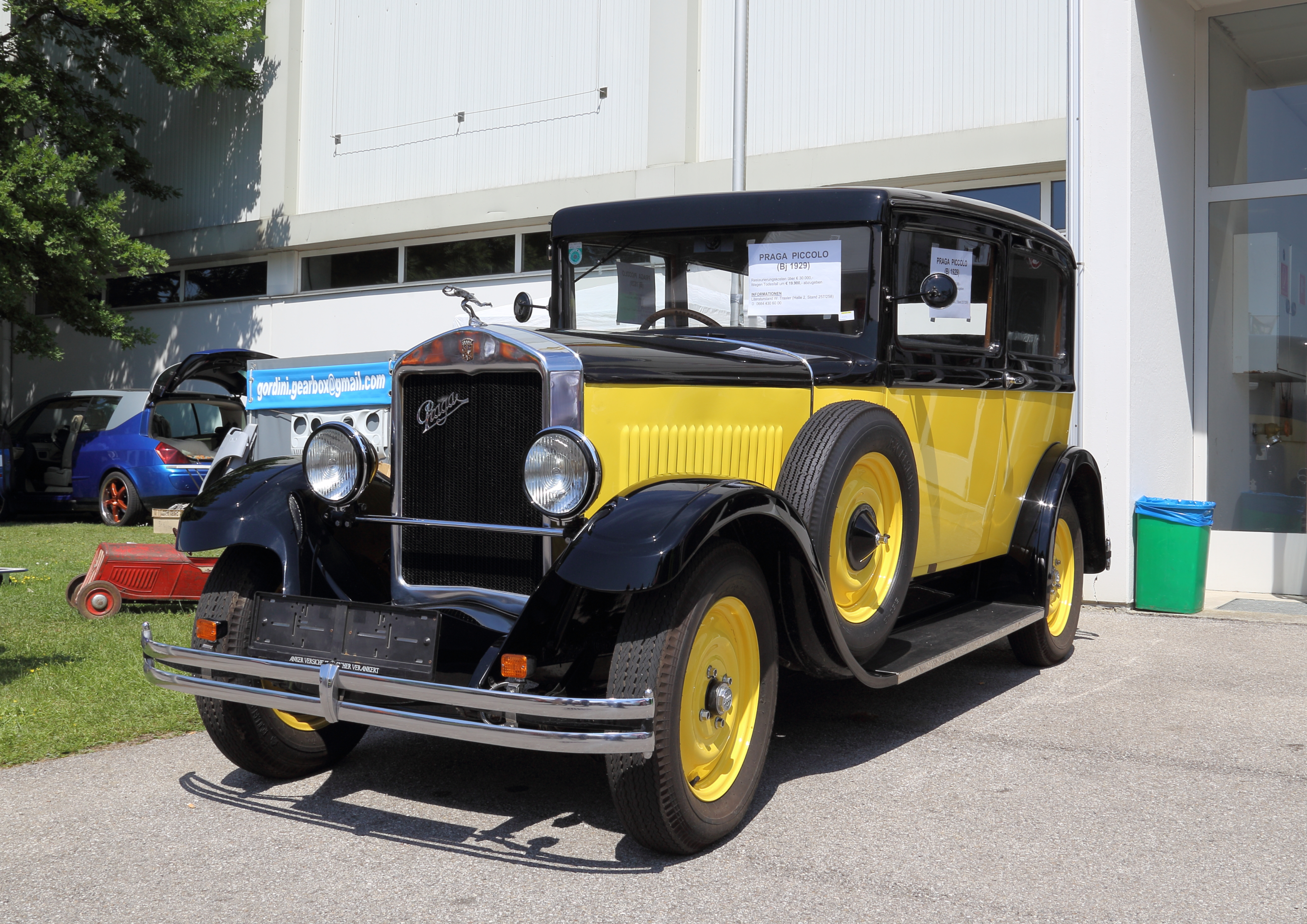
Praga Piccolo, del 1929

- Praga R4S, sotto il nome Praga Racing
- Praga R1, sotto il nome Praga Racing
- Praga R1R, sotto il nome Praga Racing
- Praga Bohema

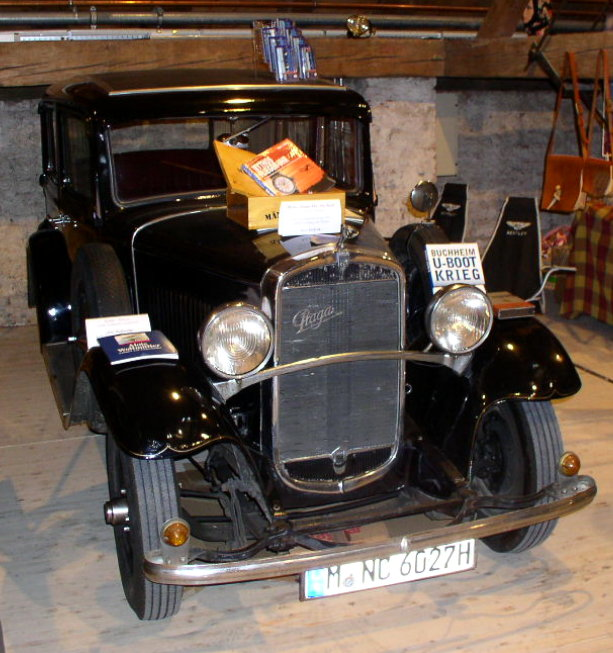
Praga Piccolo
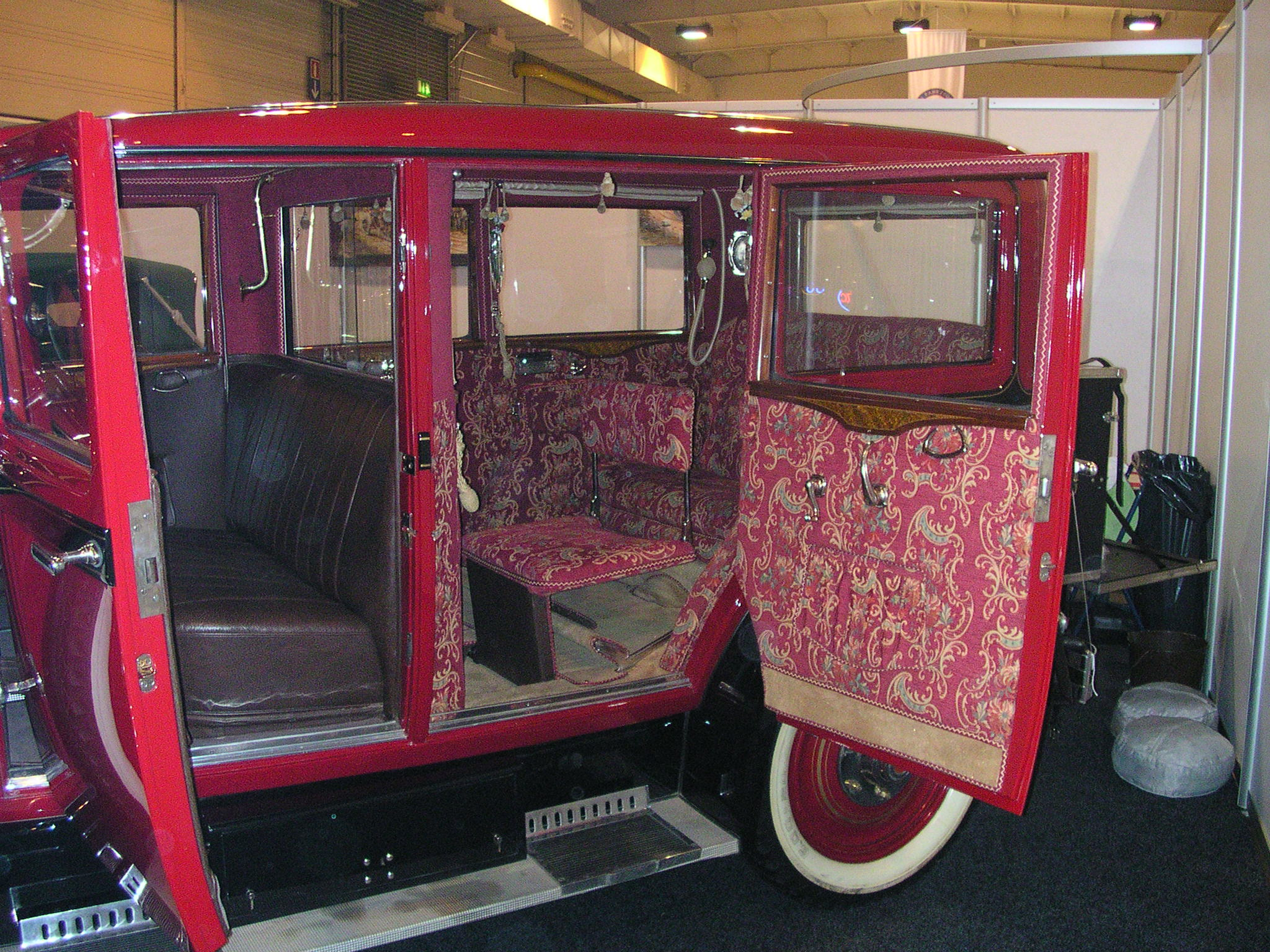
Praga Grand 8
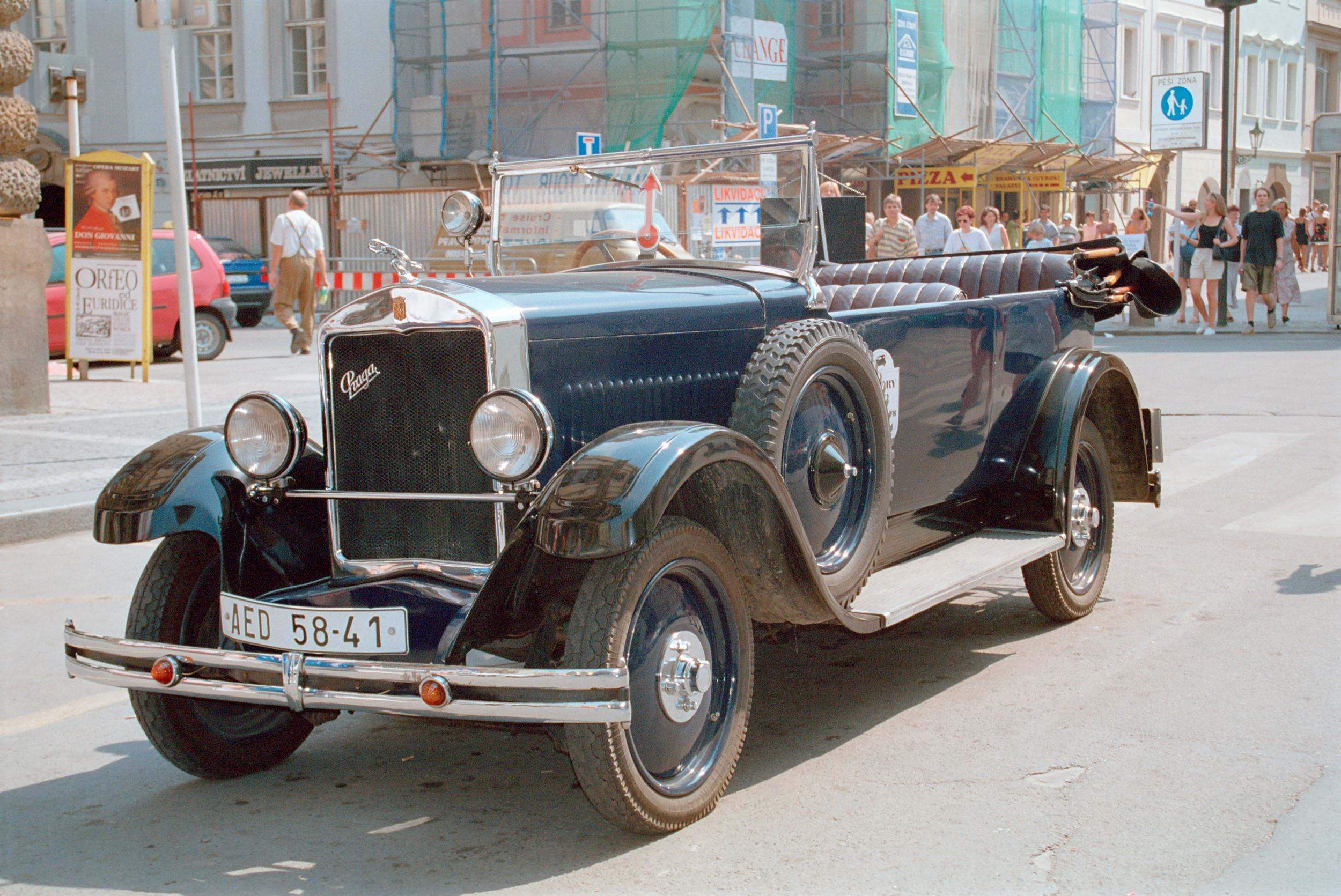
Praga Alfa
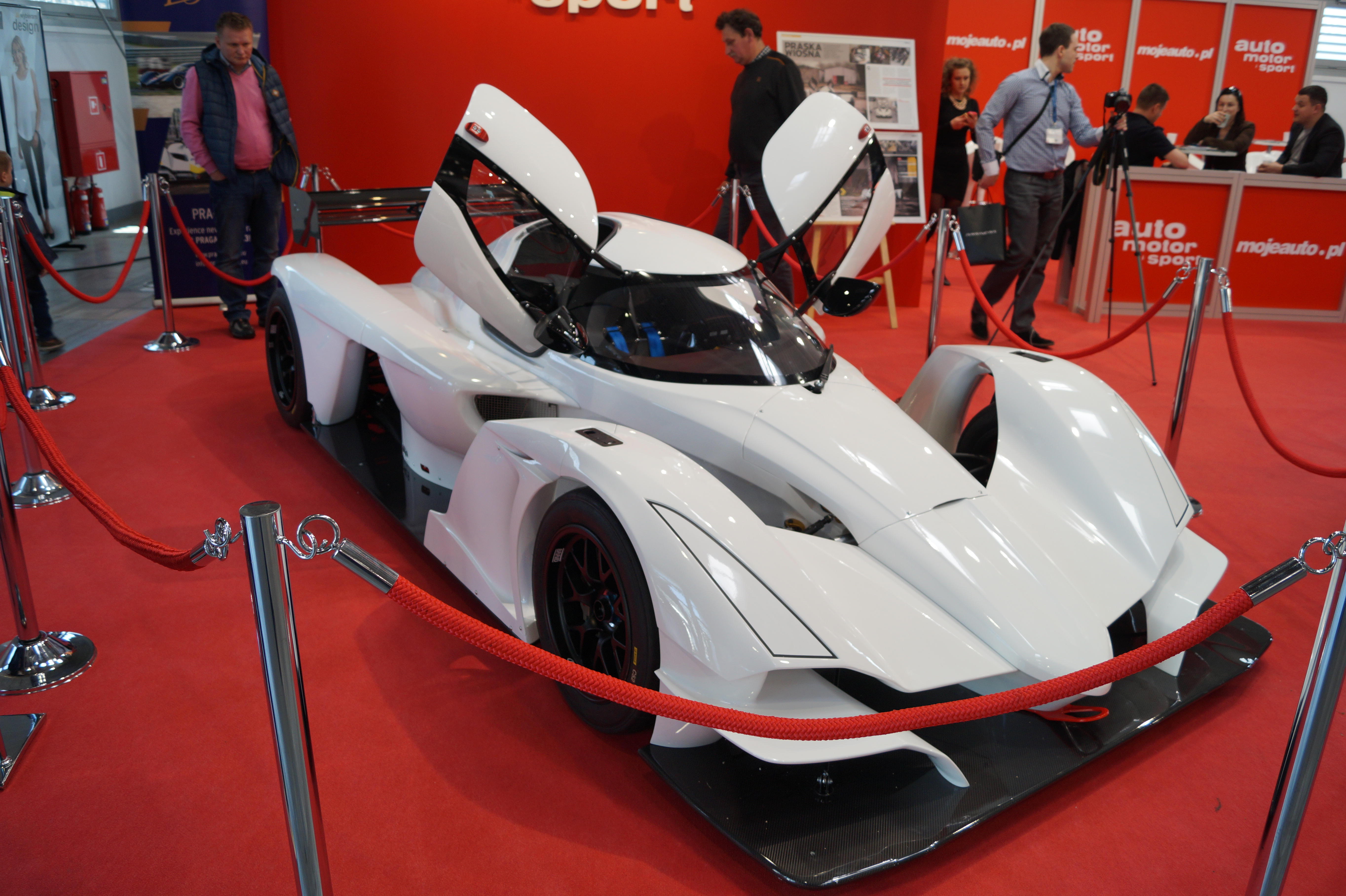
Praga R1

## Motocicli KRAD
- Praga BD 500 DOHC (1929-1933)

Cilindrata: 499 cm³
Potenza: 15 CV a 4000 min−1
Peso: 178 kg
Velocità: 105 km/h
- Praga BC 350 OHC (1932-1933)

Alesaggio: 70 mm
Corsa: 90 mm
Cilindrata: 346 cm³
Potenza: 12 CV a 3000 min−1
Peso: 140 kg
Velocità: 95 km/h

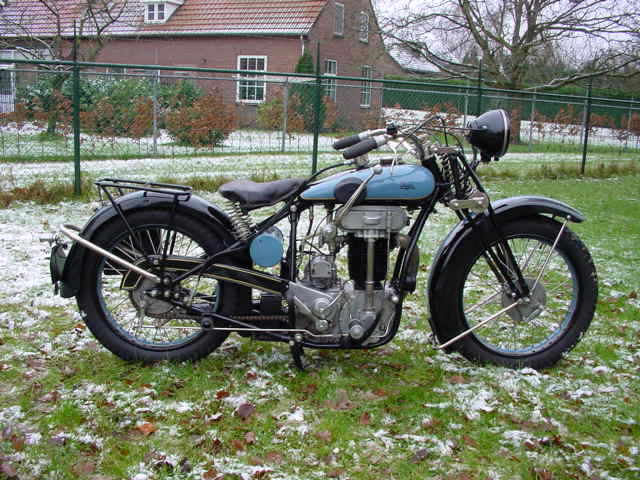
Praga BD 500 DOHC (1929)

- Praga ED 250 (1999-2003) - enduro/supermotard
- Praga ED 610 (2000-2003) - enduro/supermotard
- Praga CD 610 (200-2003) - enduro/supermotard
- Praga ED 430 (2003) - enduro/supermotard